# A. K. Antony

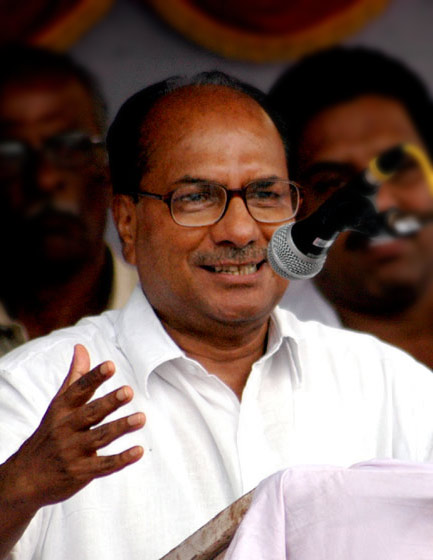
A. K. Antony (2009)

A. K. Antony (Arackaparambil Kurien Antony; Malayalam എ.കെ. ആന്റണി; * 28. Dezember 1940 in Cherthala, Distrikt Alappuzha, Kerala, Indien) ist ein indischer Politiker. Er gehört der Partei Indischer Nationalkongress an.
Er war dreimal (1977–1978, 1995–1996 und 2001–2004) Chief Minister (Regierungschef) des indischen Bundesstaates Kerala. Seit 1985 gehört er mit Unterbrechungen der Rajya Sabha (Oberhaus des indischen Parlaments) an. 1993 bis 1995 war er indischer Minister für Verbraucherangelegenheiten und Nahrungsmittel. Von 2006 bis 2014 war er Verteidigungsminister Indiens (in den beiden Kabinetten Manmohan Singh I und Manmohan Singh II); sein Nachfolger wurde Arun Jaitley.